# Verwaltungsgemeinschaft Uchtetal
In der Verwaltungsgemeinschaft Uchtetal waren die Gemeinden Buchholz, Dahlen, Groß Schwechten (seit 4. August 2005), Heeren, Insel, Möringen, Nahrstedt, Staats, Uchtspringe, Uenglingen, Vinzelberg, Volgfelde, Wittenmoor im sachsen-anhaltischen Landkreis Stendal zusammengeschlossen. Am 1. Januar 2005 wurde die Verwaltungsgemeinschaft mit der Stadt Stendal, seit dem 15. April 1999 eine Einheitsgemeinde (vorher Verwaltungsgemeinschaft Stendal), zur neuen Verwaltungsgemeinschaft Stendal-Uchtetal zusammengeschlossen. Stendal wurde Trägergemeinde.